# بولندا المحتلة من قبل ألمانيا

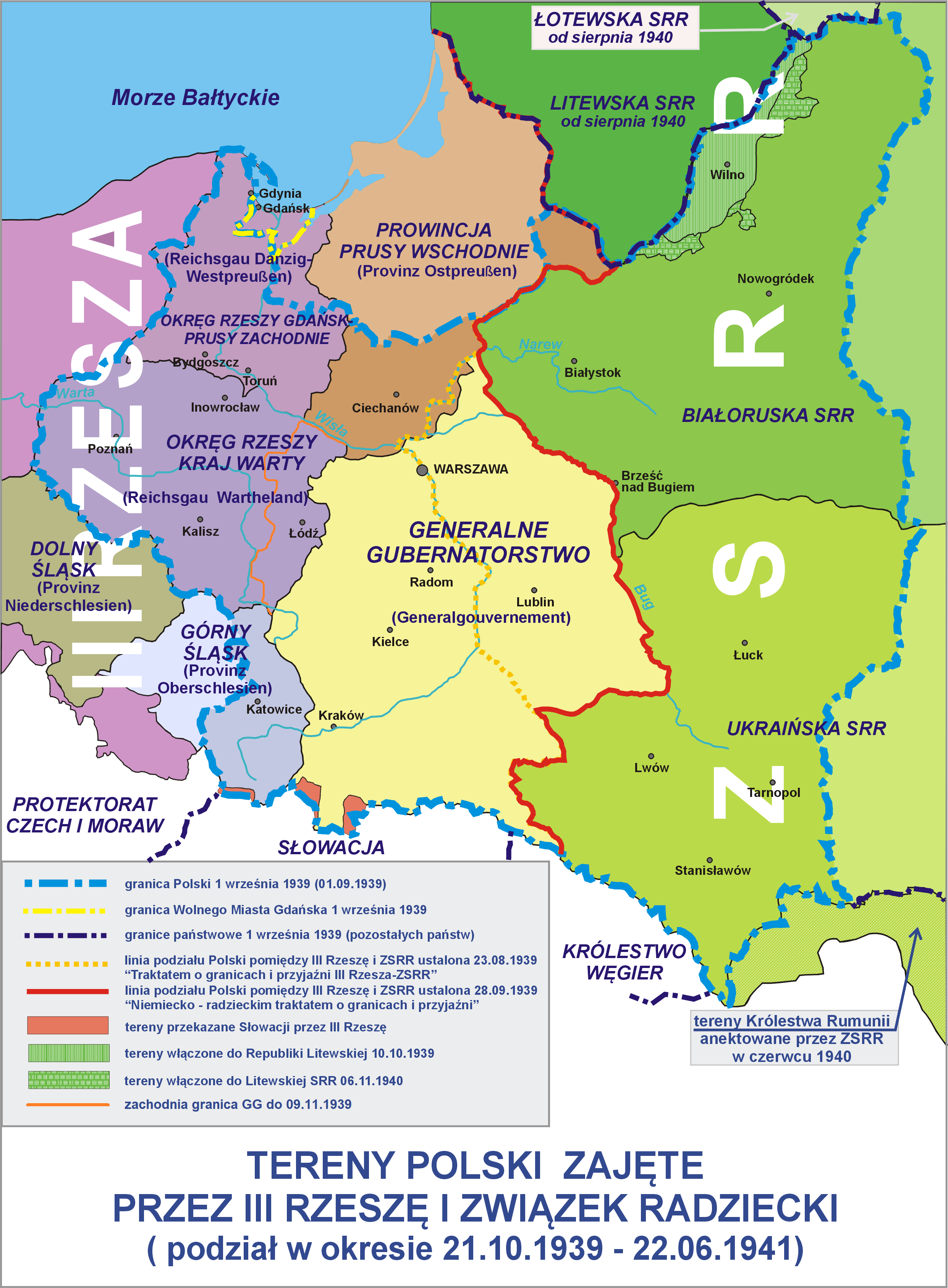
بألوان داكنة، الأراضي البولندية التي ضمتها ألمانيا النازية والاتحاد السوفيتي، مع وجود حكومة عامة شبه استعمارية بلون أصفر فاتح (وسط)

تألفت بولندا التي احتلتها ألمانيا خلال الحرب العالمية الثانية من جزأين رئيسيين بأنواع مختلفة من الإدارة.
المناطق البولندية التي ضمتها ألمانيا النازية بعد غزو بولندا في بداية الحرب العالمية الثانية - ما يقرب من ربع أراضي الجمهورية البولندية الثانية - كانت خاضعة مباشرة للإدارة المدنية الألمانية. كان المصطلح الرسمي الذي استخدمته السلطات النازية لهذه المناطق هو «المناطق الشرقية المدمجة» (بالألمانية: Eingegliederte Ostgebiete). أنها خططت لاستكمال ألمنة الأراضي واعتبارها جزءا من مجالها الحيوي.
تمت إعادة تسمية بقية بولندا التي كان يحتلها النازيون باسم مقاطعة الحكومة العامة ( (بالألمانية: Generalgouvernement) ).